# Бабад, Владимир Давидович
Влади́мир Дави́дович Ба́бад (1923, Киев, СССР — 2004, Москва, Россия) — советский и российский архитектор, крупный специалист в области жилищной архитектуры. Заслуженный архитектор РФ (1994).

## Биография
Владимир Давидович Бабад родился 26 апреля 1923 года в Киеве в еврейской семье. Участник Великой Отечественной войны. Окончил МАРХИ в 1949 году и в том же году поступил работать в Моспроект, где проработал до пенсии. Работал под руководством Зиновия Моисеевича Розенфельда над проектом комплексной застройки района Песчаных улиц. Также работал под руководством архитектора Всеволода Леонидовича Воскресенского.
Принимал участие в проектировании кварталов Волхонки-ЗИЛа, Зюзина, Чертанова, Бутова, Теплого Стана, Юго-Запада, жилых домов ЦК КПСС на Кутузовском проспекте.
Член Союза архитекторов СССР (1954), Заслуженный архитектор России (1994), почётный строитель Москвы, руководитель комплексной бригады Моспроекта.
Скончался в Москве в 2004 году. Похоронен на Востряковском кладбище.

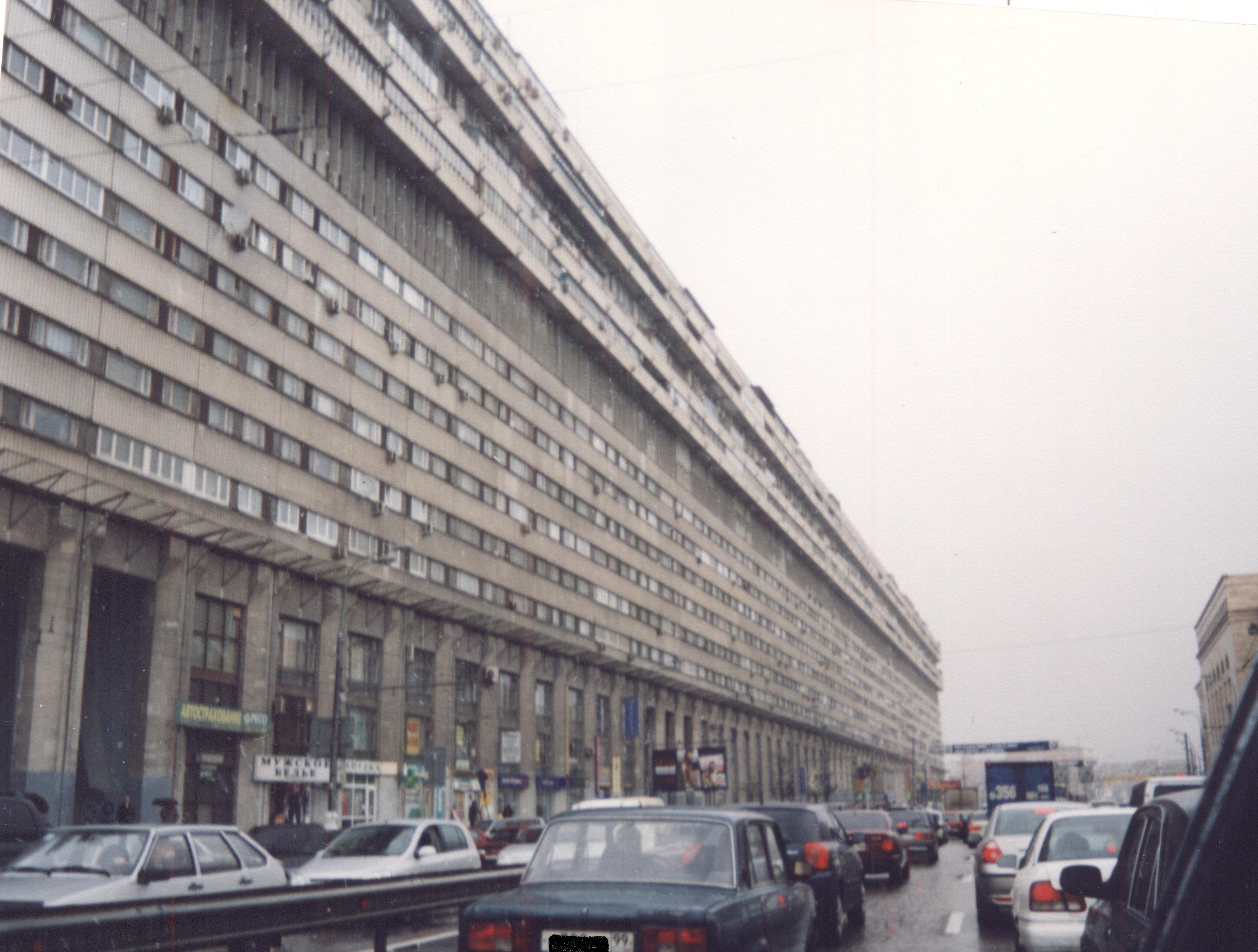
«Лежачий небоскрёб» на Большой Тульской

## Основные работы в Москве
- Экспериментальный жилой дом на 1000 квартир по адресу Большая Тульская улица, д. 2, для Министерства среднего машиностроения известный как «Дом Атомщиков», «Дом-корабль», «Лежачий небоскрёб» (в соавторстве с арх. В. Л. Воскресенским, Л. В. Смирновой, В. Ш. Барамидзе[9], 1981);
- 15-этажный жилой дом на улице Кржижановского 27(1970);
- Дворец бракосочетаний на Ялтинской улице (сейчас Чертановский ЗАГС) (1987 год)[10];
- Здание партархива у заставы Ильича (сейчас «Центральный государственный архив трудовых отношений города Москвы»; 1989)